# Ján Greguš
Ján Greguš (Nitra, 29 de enero de 1991) es un futbolista eslovaco que juega en la demarcación de centrocampista y se encuentra sin equipo tras abandonar el Houston Dynamo F. C.

## Selección nacional
Hizo su debut con la selección de Eslovaquia el 31 de marzo de 2015 contra la República Checa en un partido amistoso que finalizó con un resultado de 1-0 a favor del combinado eslovaco tras un gol de Ondrej Duda. Además formó parte de la selección que disputó la Eurocopa 2016, llegando a jugar un partido de octavos de final contra Alemania. También disputó la clasificación para la Copa Mundial de 2018.

### Goles internacionales
| # | Fecha                   | Estadio                                      | Oponente  | Gol | Resultado | Competición                                |
| - | ----------------------- | -------------------------------------------- | --------- | --- | --------- | ------------------------------------------ |
| 1 | 26 de marzo de 2017     | Estadio Nacional Ta' Qali, Attard, Malta     | Malta     | 1-2 | 1–3       | Clasificación para la Copa Mundial de 2018 |
| 2 | 4 de junio de 2018      | Stade de Genève, Ginebra, Suiza              | Marruecos | 0-1 | 2–1       | Amistoso                                   |
| 3 | 7 de junio de 2019      | Estadio Anton Malatinský, Trnava, Eslovaquia | Jordania  | 3-1 | 5–1       | Amistoso                                   |
| 4 | 15 de noviembre de 2020 | Estadio Anton Malatinský, Trnava, Eslovaquia | Escocia   | 1-0 | 1-0       | Liga de Naciones de la UEFA 2020-21        |

## Clubes
| Club                            | País            | Año       | Partidos | Goles |
| ------------------------------- | --------------- | --------- | -------- | ----- |
| F. C. Nitra                     | Eslovaquia      | 2009      | 4        | 0     |
| F. C. Baník Ostrava             | República Checa | 2009-2013 | 74       | 2     |
| Bolton Wanderers F. C. (cedido) | Inglaterra      | 2013      | 0        | 0     |
| F. C. Baník Ostrava             | República Checa | 2013-2015 | 32       | 3     |
| F. K. Jablonec                  | República Checa | 2015-2016 | 54       | 9     |
| F. C. Copenhague                | Dinamarca       | 2016-2018 | 107      | 7     |
| Minnesota United F. C.          | Estados Unidos  | 2019-2021 | 74       | 4     |
| San Jose Earthquakes            | Estados Unidos  | 2022      | 29       | 0     |
| Nashville S. C.                 | Estados Unidos  | 2023      | 19       | 0     |
| Huntsville City F. C. (cedido)  | Estados Unidos  | 2023      | 1        | 0     |
| Minnesota United F. C.          | Estados Unidos  | 2023-2024 | 12       | 1     |
| Houston Dynamo F. C.            | Estados Unidos  | 2024      | 12       | 0     |